# Antonio Bonfini
Antonio Bonfini (Patrignone, 1427 – Buda, 1502) è stato un umanista e storiografo italiano.

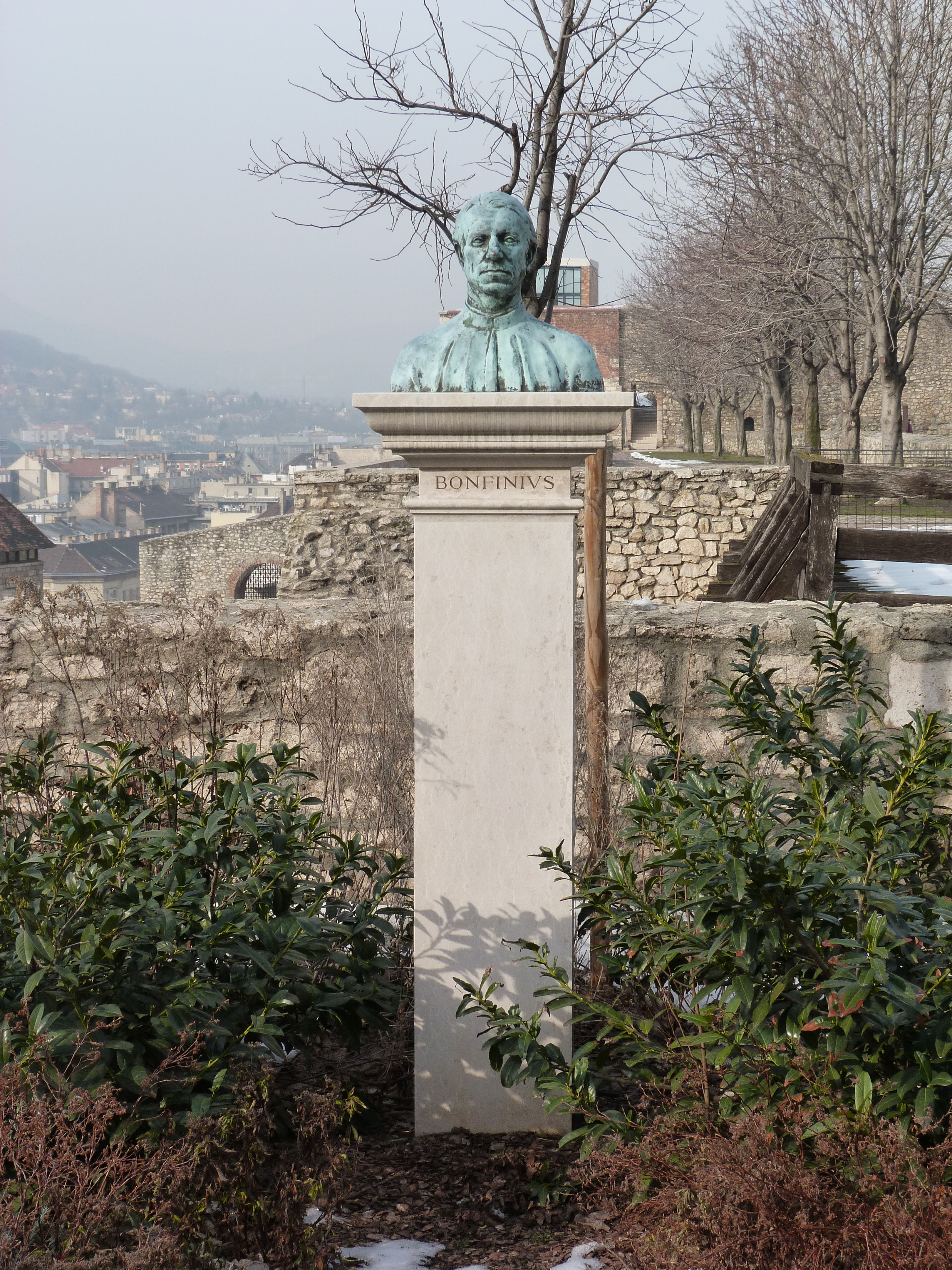
Busto di Antonio Bonfini a Budapest

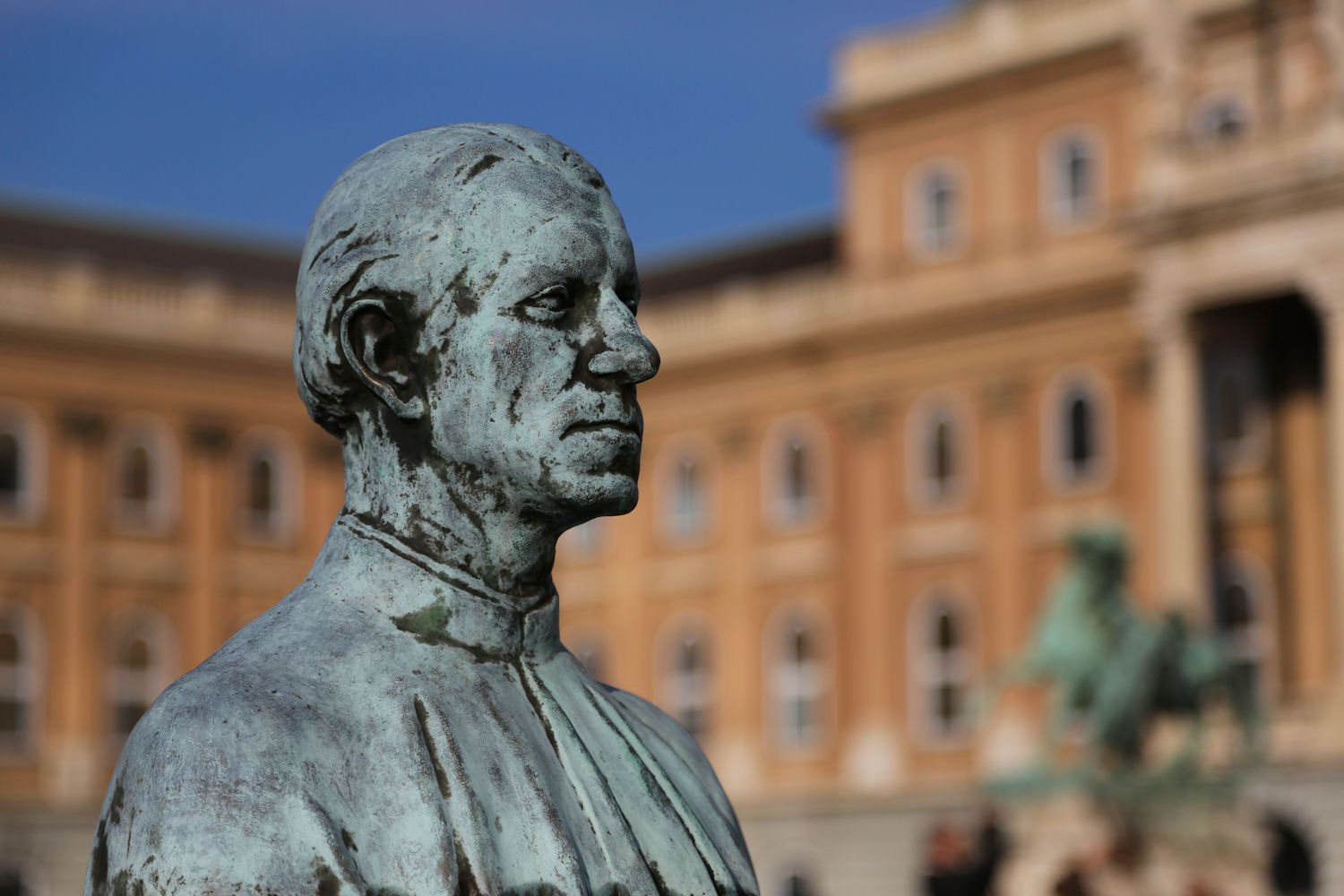
Busto di Antonio Bonfini a Budapest

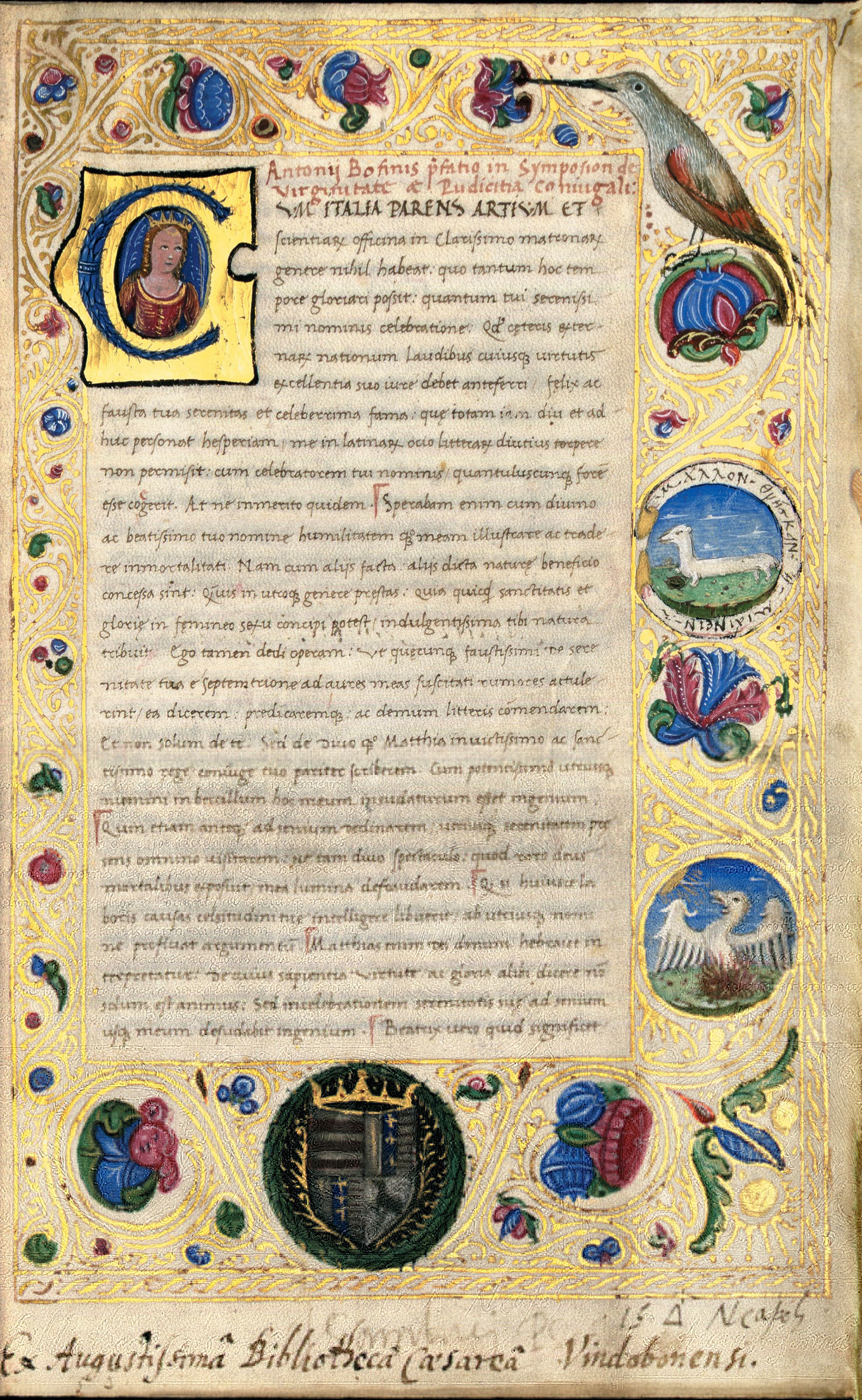
Pagina del Symposion sive de virginitate et pudicitia coniugali

L'opera per la quale è maggiormente conosciuto è la Rerum Ungaricarum decades. Citato anche come Bonfinius, de Bonfinis, Antonius Bonfinius Ascolanensis, Antonium de Asculo e Antonio Bonfini ricoprì l'incarico di storiografo di corte del re d'Ungheria e di Boemia Mattia Corvino. Si distinse tra le maggiori personalità della cultura del rinascimento ungherese, nonché come precursore del movimento risorgimentale letterario del paese magiaro.
Fu definito dall'oratoriano Tommaso Bozio come uno dei maggiori storici cattolici.

## Biografia
Per lungo tempo vi è stata controversia sull'esatto luogo di nascita dell'umanista. Alcuni storici lo hanno individuato nella città di Ascoli Piceno e altri, come Giulio Amadio, nel piccolo borgo di Patrignone. István Dávid Lázár, docente presso l'Università di Seghedino in Ungheria ha condotto al riguardo un'accurata ricerca consultando gli archivi e le biblioteche di Ascoli ed ha affermato che lo storiografo è sicuramente nato a Patrignone e cresciuto nella città ascolana.
Poco si conosce della sua famiglia di provenienza, suo padre Francesco di Achille Bonfini dal paese di Patrignone si trasferì nella città di Ascoli Piceno quando il figlio era ancora bambino. Ci sono notizie sulla vita e sulle opere del fratello Matteo, anch'egli umanista e grammatico, che insegnò ad Ascoli, ad Ancona e a Roma dove fu anche segretario del cardinale Raffaele Riario.
Antonio Bonfini crebbe, studiò e maturò nella cittadina picena acquisendone anche la cittadinanza. Egli stesso, in molti suoi scritti, si dichiarava cittadino ascolano. Fu allievo del filologo e umanista Enoch d'Ascoli, si distinse con profitto nello studio delle lettere latine e greche divenendone un attento e profondo conoscitore. Insegnò nelle pubbliche scuole di Ascoli, tra il 1463 e il 1472, e in quelle di Recanati, tra il 1473 e il 1478. Esercitò anche come precettore privato presso facoltose famiglie.
Nell'anno 1456 si unì in matrimonio con donna Spina, figlia del capitano e gonfaloniere del patriziato ascolano Marino della Rocca. Dall'unione nacquero: Francesco, Achille, Muzio, Giulio e la longeva figlia, morta all'età di 115 anni, Francesca Ventidia, che fu monaca benedettina presso il cenobio di Sant'Egidio nella città di Ascoli. Il figlio Francesco seguì il padre nel suo soggiorno ungherese, fu medico di camera del papa Clemente VII e insegnò Terapeutica nelle sedi universitarie di Bologna e Perugia.
Bonfini fu chiamato in Ungheria dalla regina Beatrice d'Aragona. La sovrana lo incontrò durante una sua visita al Santuario della Santa Casa di Loreto. Trasferitosi nell'odierna Budapest contribuì, insieme ad altri letterati italiani presenti alla corte, alla formazione della cultura rinascimentale ungherese e qui assunse il titolo di storiografo di corte del re. Mattia Corvino, inoltre, lo trattenne presso di lui con l'incarico di maestro della regina Beatrice. Lo stesso titolo di storiografo gli fu mantenuto anche da Ladislao II di Boemia, successore del Corvino, che confermò al Bonfini la commissione, affidatagli dal suo predecessore, di scrivere la storia dell'Ungheria. L'umanista completò il suo lavoro, redatto in latino, nell'anno 1495. Ladislao II, il 10 ottobre 1492, lo insignì anche di premi e onorificenze. Lo aggregò come nobile paladino concedendogli il titolo onorifico che poteva trasmettere in via ereditaria, lo decorò delle Reali Insegne e gli concesse il privilegio di porre nel suo stemma il Leone Boemo.
Morì a settantacinque anni a seguito di un colpo apoplettico che lo colse nel 1502, quando aveva ormai stabilito di rientrare in Italia. Il suo corpo fu tumulato a Buda nella chiesa di Santa Margherita. Nella ricorrenza del cinquecentesimo anno dalla sua nascita gli ungheresi eressero una statua a lui dedicata collocandola nel castello di Budapest.

## Riconoscimenti
La città di Ascoli Piceno ha intitolato a suo nome una piazza del centro storico e nel giardino del palazzo dell'Arengo ne accoglie la scultura bronzea del busto.
Gli è stato dedicato un asteroide, 545167 Bonfini .

## Opere
Fu autore di orazioni, latinizzazioni e opere di carattere letterario. Si distinse in particolare come storiografo.
Tra i suoi scritti:
- Rerum Ungaricarum decades, redatto in lingua latina e suddiviso secondo il modello liviano. In questa opera Il Bonfini descrisse le origini e la storia del popolo ungaro (versione digitalizzata).
- Symposion sive de virginitate et pudicitia coniugali (De virginitati et pudicitia coniugali), opera in cinque libri dedicata alla regina Beatrice.
- Trattato di Architettura di Antonio Averulino detto Filarete, tradotto dal volgare in latino.
- Historiae di Erodiano, traduzione dalla lingua greca in lingua latina.
- Historia Asculana. Fu il primo degli storici ascolani ad affrontare la scrittura di un testo dedicato all'approfondimento delle patrie memorie e della cultura della città in cui era cresciuto. Il libro, probabilmente avviato prima della sua partenza per l'Ungheria, lo dedicò a Beatrice d'Aragona, ma era già andato perduto al tempo di Sebastiano Andreantonelli, nel XVII secolo, e finora mai rinvenuto.